# Filellenismo
Il filellenismo («l'amore per la cultura greca») è stato un movimento culturale e intellettuale di primo piano nell'Europa romantica del XIX secolo che portò europei, come Lord Byron, a sostenere l'indipendenza greca dall'Impero ottomano. Byron, oltre a sacrificare la sua vita nell'assedio di Missolungi, fornì una concreta assistenza agli insorti mettendo a disposizione diverse navi da guerra che si rivelarono utili nella guerra contro i turchi nel 1820.
Nel tardo XIX secolo, i sostenitori del movimento del filellenismo erano in gran parte esponenti parte del movimento europeo del classicismo, un campo che stava subendo una crescente frattura fra l'approccio antropologico e quello classicista allo studio della Grecia antica.

## L'eredità del filellenismo
Nel periodo di reazione e repressione politica che seguì alla caduta di Napoleone Bonaparte, quando la mentalità liberale della coltivata e prosperosa classe borghese della società europea ritrovò gli ideali romantici rivoluzionari del 1789-92 repressi dalla restaurazione dei vecchi regimi, l'idea di ricreare uno Stato greco in quei territori che risultavano "santificati" nella concezione che i borghesi del tempo avevano dell'antichità (che si riflette anche negli arredi dei propri salotti e nel contenuto delle librerie) offrì loro un ideale per cui combattere, ad una distanza romantica. In queste condizioni, la rivolta greca costituiva una fonte di ispirazione ed aspettative che non avrebbero mai potuto essere effettivamente soddisfatte, deludendo ciò che Paul Cartledge chiamò "l'auto-identificazione vittoriana con la gloria che fu la Grecia".
Un altro importante argomento di interesse per la cultura greca alla fine del XIX secolo è stato l'oscuro filosofo scita Anacarsi. La nuova rilevanza di Anacarsi fu innescata dall'opera di fantasia Viaggi di Anacarsi il Giovane in Grecia (1788) di Jean-Jacques Barthélemy, un diario di viaggio immaginario, uno dei primi romanzi storici, che uno studioso moderno alla fine del XVIII secolo ha definito "l'enciclopedia del nuovo culto dell'antichità". Questa opera ebbe un forte impatto sulla crescita del filellenismo in Francia: il libro conobbe molte edizioni, fu ristampato negli Stati Uniti d'America, e fu tradotto in tedesco ed in altre lingue, dando spunto ad imitazioni in tutto il XIX secolo.
Nella cultura tedesca, la prima fase del filellenismo può essere rintracciata nella carriera e negli scritti di Johann Joachim Winckelmann (uno degli inventori della storia dell'arte), Friedrich August Wolf (che inaugurò i moderni corsi di studi omerici con i suoi Prolegomena nel 1795) ed il burocrate illuminato Wilhelm von Humboldt. Negli Stati tedeschi, l'ossessione privata con l'antica Grecia aveva assunto forme pubbliche, istituzionalizzando un ethos filelleno di élite attraverso la creazione del Gymnasium, e rendendo possibile, in due occasioni, a nobili principi tedeschi filelleni all'oscuro della realtà greca contemporanea, di atteggiarsi a sovrani greci.
Nell'Ottocento italiano, il filellenismo, cioè l'appoggio alla rivolta contro il dominio ottomano, trovò un decisivo sostegno nella rivista fiorentina «L'Antologia» di Giovan Pietro Vieusseux. Non mancarono, tra i letterati italiani, quanti stabilirono un parallelismo tra il Risorgimento greco e quello italiano.
Tra gli aspetti più notevoli del filellenismo ottocentesco vi fu l'interesse per la poesia popolare della Grecia moderna.
Tra i relativisti storici moderni, l'eredità classica è solo un aspetto della visione della Grecia che viene immaginata come ancestrale. Nel libro di Nikos Dimou, L'infelicità di essere greci, vi è la percezione che il desiderio proiettato dall'Occidente filellenico verso i greci moderni a vivere all'altezza del glorioso passato dei loro antenati è sempre stato un peso per gli stessi greci.